# Ngāti Kahungunu

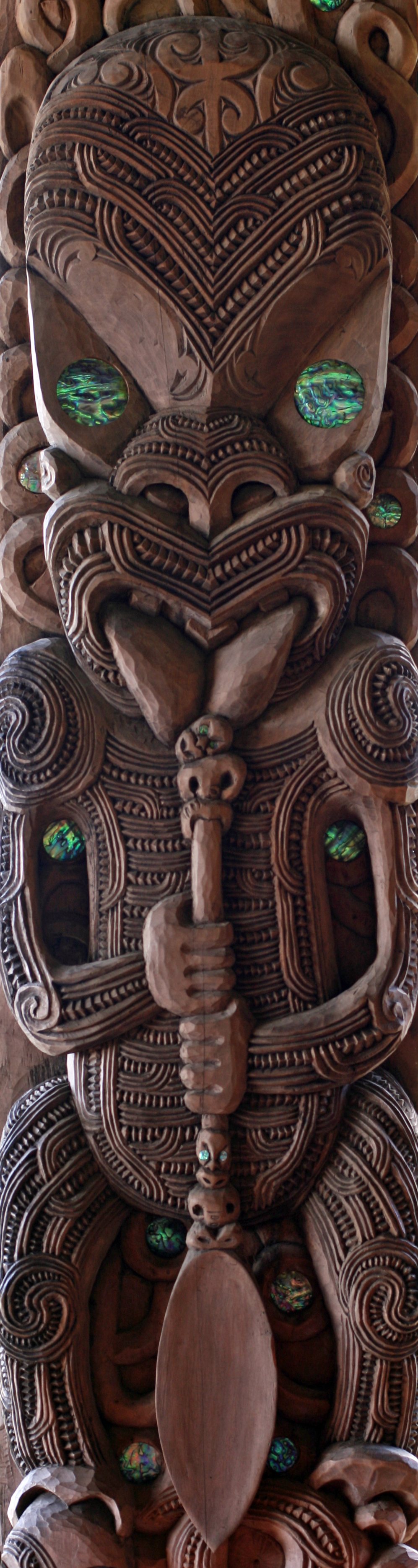

Ngāti Kahungunu è un iwi o una tribù Maori situata lungo la costa orientale dell'Isola del Nord della Nuova Zelanda. L'iwi è tradizionalmente centrato nelle regioni di Hawke's Bay, di Wairārapa e del distretto di Tararua.
La tribù è organizzata in sei divisioni geografiche e amministrative: Wairoa, Te Whanganui-ā-Orotū, Heretaunga, Tamatea, Tāmaki-nui-a Rua e Wairarapa. È il terzo iwi più grande della Nuova Zelanda per popolazione, con 61 626 persone (9,2% della popolazione Māori) che si identificano come Ngāti Kahungunu nel censimento del 2013.